# Бородчицы
Бородчицы (укр. Бородчиці) — село в Ходоровской городской общине Стрыйского района Львовской области Украины.
Население по переписи 2001 года составляло 254 человека. Занимает площадь 0,6 км². Почтовый индекс — 81726. Телефонный код — 3239.